# Воздушный транспорт Никарагуа
Воздушный транспорт Никарагуа — один из видов транспорта в Никарагуа, который включает в себя как собственно воздушные суда, так и необходимую для их эксплуатации инфраструктуру — аэропорты, диспетчерские и технические службы.

## История

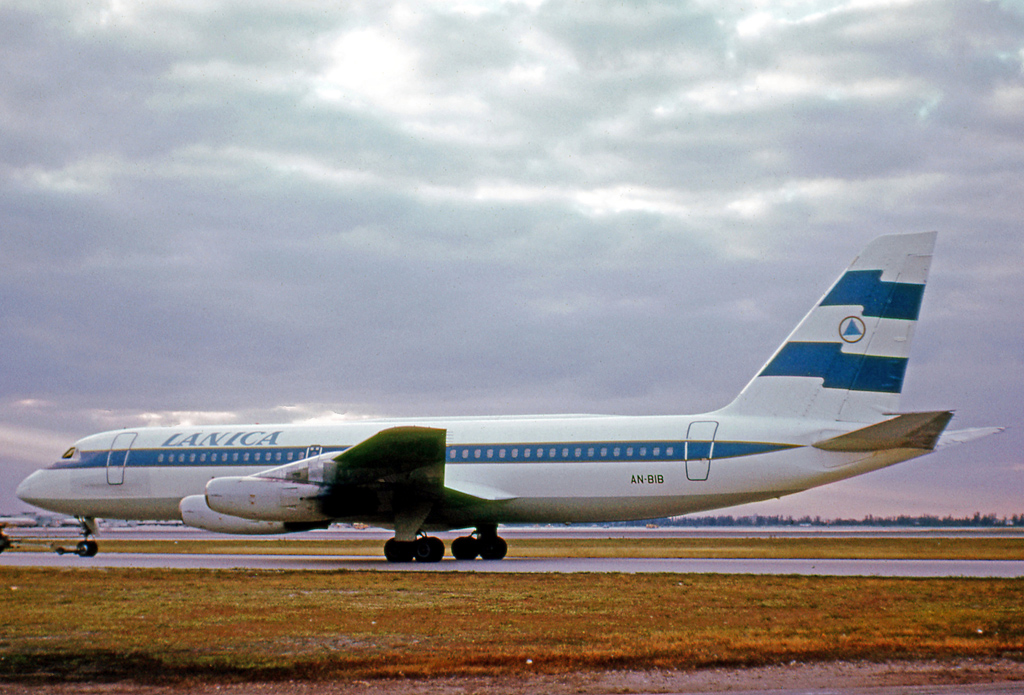
лайнер Convair 880 авиакомпании "LANICA" в международном аэропорту Майами, 1 декабря 1973

Создание инфраструктуры для авиации в стране началось во время американской оккупации страны в 1920е годы (когда здесь действовали самолёты США) и было продолжено в 1930е годы, после создания военно-воздушных сил Национальной гвардии Никарагуа.
22 января 1942 года правительство Никарагуа подписало контракт с авиакомпанией "Pan American Airways" (США) на строительство крупного аэропорта "Las Mercedes" в нескольких милях от столицы страны - города Манагуа. Он оставался единственным крупным аэропортом страны до 1970х годов. 
После создания в июне 1945 года гражданской авиакомпании "LANICA" пилотами в ней работали лётчики ВВС Национальной гвардии.
23 января 1957 года двухмоторный самолёт Douglas R4D-5 (бортовой номер AN-AEC) никарагуанской гражданской авиации разбился, врезавшись в склон вулкана Консепсьон на острове Ометепе, в авиакатастрофе погибли все 16 человек, находившихся на борту. После этого в распоряжении авиакомпании "LANICA" осталось семь самолётов (пять C-47 и два C-46).
Помимо единственной авиакомпании "LANICA", в стране имелось некоторое количество частных легкомоторных самолётов, однако в связи с сокращением размеров хлопковых плантаций количество самолётов сельскохозяйственной авиации в 1957 - 1960 гг. уменьшилось.
5 апреля 1960 года врезался в склон холма и разбился самолёт C-46A-40 (бортовой номер AN-AIN) авиакомпании "LANICA".
В марте 1961 года в Никарагуа было зарегистрировано 74 самолёта гражданской авиации: пять самолётов авиакомпании "LANICA" и 69 частных легкомоторных самолётов (два Beechcraft Bonanza B-35, один Cessna 182, три Cessna 180, один Cessna 172, два Cessna 170, один Cessna 150, один Cessna T50, один Luscombe 8A, три Piper PA-25, один Piper PA-23, два Piper PA-22, 45 шт. Piper PA-18, один Piper PA-12, один Piper PA-11, два Piper J-3, один Stearman E75B и один биплан Waco UPF-7).
В 1965 году Никарагуа оказала помощь США в оккупации Доминиканской Республики, в страну была отправлена рота Национальной гвардии. За время участия в операции самолёты никарагуанской авиакомпании LANICA выполнили несколько рейсов в Доминиканскую Республику, доставляя войска и грузы.
В феврале 1976 года в страну прибыл реактивный пассажирский самолёт Hawker Siddeley HS-125-600B (который был зарегистрирован в составе гражданской авиации и получил бортовой номер AN-BPR, но использовался Национальной гвардией). 
После перехода в наступление партизан СФНО в 1978 году по приказу Сомосы авиатехника гражданской авиации была мобилизована. В результате, в состав ВВС передали самолёт Rockwell 690A Turbo Commander (бортовой номер AN-BSD), самолёт Aero Commander 500U (бортовой номер AN-BFV), два самолёта Model 500S Shrike Commander (бортовые номера AN-BIN и AN-MDN) и самолёт Rockwell 680FL гражданской авиации Колумбии (после зачисления в ВВС получивший номер FAN 321).

### 1979 - 1990
18 июля 1979 года диктатор Анастасио Сомоса с группой сторонников и приближенных бежал из страны на самолёте "Boeing 727" принадлежавшей ему авиакомпании "LANICA". Также в Майами улетел самолёт HS-125-600B (бортовой номер AN-BPR). В результате, количество оставшейся в стране авиатехники сократилось.
После победы Сандинистской революции 19 июня 1979 года международный аэропорт "Las Mercedes" был переименован в международный аэропорт имени Аугусто Сандино. Всего в 1979 году в стране насчитывалось 16 аэропортов и аэродромов (из них один - с твёрдым покрытием, а все остальные - грунтовые).
Авиакомпания "LANICA" была национализирована и 16 марта 1981 года - признана банкротом (так как часть принадлежавших ей самолётов и иных активов оказалась на территории других стран в распоряжении сторонников Сомосы). В результате, на базе оставшихся в стране самолётов и объектов инфраструктуры компании "LANICA" была создана авиакомпания "Aeronica", которая находилась в ведении министерства транспорта страны.
В начале 1980х годов началась модернизация аэропортов в городах Блуфилдс и Пуэрто-Кабесас.
В дальнейшем, положение на транспорте осложнила установленная США экономическая блокада страны (в это время часть авиапарка составляли самолёты американского производства, продажа запасных частей к которым была запрещена). В результате, один из двухмоторных транспортных самолётов был выведен из эксплуатации по техническому состоянию, установлен в городе-курорте Трапиче и превращён в детский кинотеатр.
В 1980е годы Никарагуа получила из СССР несколько самолётов и вертолётов, а из Польши - лёгкие сельскохозяйственные самолёты "Dromader".
12 декабря 1981 года была предотвращена диверсия, предпринятая с целью уничтожения самолёта компании "Aeronica" со 110 пассажирами на борту.
20 февраля 1982 года в международном аэропорту им. Сандино сработало заложенное "контрас" взрывное устройство, погибли 4 рабочих аэропорта.
В октябре 1983 года из Ливии был получен реактивный пассажирский самолёт GAMDB Falcon 20C VIP (получивший бортовой номер YN-BZH, но он использовался редко).
20 апреля 1985 года в Гренландии разбился двухмоторный самолёт Fokker F27 Friendship 100 (бортовой номер YN-BZF), купленный правительством Никарагуа для авиакомпании "Aeronica" в Южном Йемене. На борту самолёта находился экипаж из пяти человек (гражданин США, гражданин Израиля, гражданин Индии, гражданин Иордании и гражданин Филиппин), нанятый в Южном Йемене для перегона самолёта в аэропорт Манагуа. После вылета из Исландии экипаж сообщил о неисправности топливного насоса и принял решение о посадке на аэродроме "Kusuluk", но самолёт разбился при приземлении. Погибли два члена экипажа.
21 декабря 1987 года самолёт DC-6BF (бортовой номер YN-BFO) авиакомпании "Aeronica" во время выполнения рейса из Манагуа в город Панама был атакован боевиками «контрас». В результате обстрела из пулемёта был повреждён фюзеляж и ранены члены экипажа, вслед за этим взрыв ракеты "Redeye" разрушил внутренний правый двигатель и повредил второй двигатель на правом крыле, после чего самолёт почти полностью потерял управление. Тем не менее, экипаж сумел совершить вынужденную посадку на реку Сан-Хуан. Ни один из находившихся на борту шести членов экипажа не погиб, но самолёт был признан не подлежащим восстановлению.
В 1988 году авиапарк авиакомпании "Aeronica" состоял из десяти самолётов, средний возраст которых составлял 10 лет.
В апреле 1989 года самолёт GAMDB Falcon 20C VIP был продан в Канаду.

### C 1990
25 февраля 1990 года президентом страны стала Виолета Барриос де Чаморро, при поддержке США начавшая политику неолиберальных реформ, в результате которых в Никарагуа начался экономический кризис, в начале 1992 года авиакомпания "Aeronica" была продана сальвадорской авиакомпании "Grupo TACA" и прекратила своё существование.
В 1993 году в стране действовали два крупных аэропорта (аэропорт имени Сандино на окраине Манагуа и аэропорт в Пуэрто-Кабесас), все остальные аэродромы, посадочные полосы и посадочные площадки не использовались, поскольку внутренние авиарейсы были прекращены.
В начале 2000 года испанская компания "Indra" получила контракт на обновление оборудования системы управления воздушным движением в стране.
В 2007 году в стране насчитывалось 16 аэропортов и аэродромов (из них 11 - с твёрдым покрытием, а остальные - грунтовые).
В феврале 2011 года было объявлено о намерении создать никарагуанскую авиакомпанию "Air Nicaragua".

## Современное состояние
В стране имеется пять международных аэропортов: аэропорт им. Сандино в Манагуа (крупнейший), в Пуэрто-Кабесас, на острове Ометепе (департамент Ривас), в Сан-Хуан-де-Никарагуа (департамент Рио-Сан-Хуан) и в Пунта-Уэте (департамент Манагуа).